# Моровица
Морòвица е пещера в Стара планина, България, край село Гложене, община Тетевен, област Ловеч.
Пещерата е обявена за природна забележителност през 1962 г.

## Местоположение
Намира се в планината над село Гложене, на около 45 мин. пеша от Гложенския манастир.

## Наименование
Името на пещерата идва от поверието, че в нея живеят зли духове, които носят мор (смърт).

## Описание
Моровица е сред големите български пещери. Двуетажна е, общата дължина на галериите е 3250 m, като денивелацията е 162 m: изкачване +57 m, дълбочина -150 m. За туристи са достъпни само първите около 320 m по хоризонтална галерия след огромния ѝ вход, при това с повишено внимание.
Пещерата Моровица е била обитавана от най-древни времена – през късния палеолит, неолита и енеолита – както от животни (намерени са останките на пещерна мечка и пещерна хиена), така и от първобитните хора (открити са кремъчни оръдия, мелнични камъни, глинени съдове и други артефакти). По-късно и траките, и българите са оставили свои следи (надписи от Иван-Шишманово време и пр.).
Първите проучвания са дело на учителя Йото Динов от село Гложене. След първите си находки през 1910 г. той привлича в проучванията и директора на Тетевенската прогимназия Койчев. Преценявайки, че мястото е много перспективно за изследвания и са необходими специализирани археологически проучвания, те се свързват с професор Рафаил Попов. През 1912 г. той и Йото Динов започват разкопки. През 1955 г. пещерата е изучавана и от археолога Николай Джамбазов.
От средно-плейстоценските отложения в пещерата отпреди около 360 000 г. палеоорнитологът проф. Златозар Боев е установил 5 вида птици – полска яребица (Perdix perdix), планински кеклик (Alectoris graeca), жълтоклюна гарга (Pyrrhocorax graculus) и полска чучулига (Alauda arvensis).
Направените открития в Моровица са наистина значими и находките стават част от експозициите на Националния исторически музей в София и на Историческия музей в Тетевен; експонати има и в музея на близкия Гложенски манастир.
Пещерата е изключително интересна, тъй като в нея са установени много от видовете прилепи, които се срещат в България.